# Jason Barry (Schauspieler)
Jason Barry (* 14. Dezember 1972 in Dublin, Irland) ist ein irischer Schauspieler.

## Leben
Barry studierte am Trinity College, Dublin. Sein Schauspieldebüt gab er 1994 in der BBC-Serie Screen Two. Nach einem Umzug nach London folgten weitere Auftritte in Filmen und Fernsehserien. 1997 wurde er international durch seine Rolle als irischer Auswanderer Tommy Ryan in James Camerons Film Titanic bekannt.
Seine Brüder sind der Regisseur Keith Barry und der Schauspieler Glen Barry. Mit der Schauspielerin Nicola Charles, die er im Jahr 2000 beim Dreh des australischen Films Muggers – Auf Herz und Nieren kennengelernt hatte, war er von 2003 bis 2008 verheiratet. Das Paar hat zwei Töchter, die 2005 und 2007 geboren wurden. Seit 2012 ist er mit der Schauspielerin Kristin Alayna verheiratet.

## Filmografie
- 1994: Screen Two (Fernsehserie, eine Folge)
- 1994: The Bill (Fernsehserie, eine Folge)
- 1995: Circle of Friends – Im Kreis der Freunde (Circle of Friends)
- 1996: Last of the High Kings (The Last of the High Kings, Summer Fling)
- 1997: Titanic
- 1998: Monument Ave. (Snitch)
- 1998: McCallum – Tote schweigen nicht (McCallum, Fernsehserie, zwei Folgen)
- 1999: An Unsuitable Job for a Woman (Fernsehserie, eine Folge)
- 2000: Metropolis (Fernsehserie)
- 2000: Muggers – Auf Herz und Nieren (Muggers)
- 2000: Allein gegen das Verbrechen (When the Sky Falls)
- 2002: Männlich, allein erziehend, sucht (Man and Boy, Fernsehfilm)
- 2002: Chaos
- 2003: Beyond Re-Animator
- 2003: Servants (Fernsehserie)
- 2003: Conspiracy of Silence
- 2003: Absolute Power (Fernsehserie, eine Folge)
- 2005: Whiskey Echo (Fernsehfilm)
- 2005: MirrorMask
- 2005: The Baby War (Fernsehfilm)
- 2006: Honor
- 2007: The Still Life
- 2008: Operation Walküre – Das Stauffenberg-Attentat (Valkyrie)
- 2009: Legend of the Bog – Das Sumpfmonster (Legend of the Bog)
- 2010: For Christ’s Sake
- 2010: Undercovers (Fernsehserie, eine Folge)
- 2011: Moon (Fernsehfilm)
- 2011: Hirokin
- 2016: Hacked – Kein Leben ist sicher (I.T.)
- 2021: The Intruder: Reading of the Play